# Reignac-sur-Indre
Reignac-sur-Indre is een gemeente in het Franse departement Indre-et-Loire (regio Centre-Val de Loire). De plaats maakt deel uit van het arrondissement Loches. Reignac-sur-Indre telde op 1 januari 2022 1.309 inwoners.

## Geografie
De oppervlakte van Reignac-sur-Indre bedroeg op 1 januari 2022 22,44 vierkante kilometer; de bevolkingsdichtheid was toen 58,3 inwoners per km².

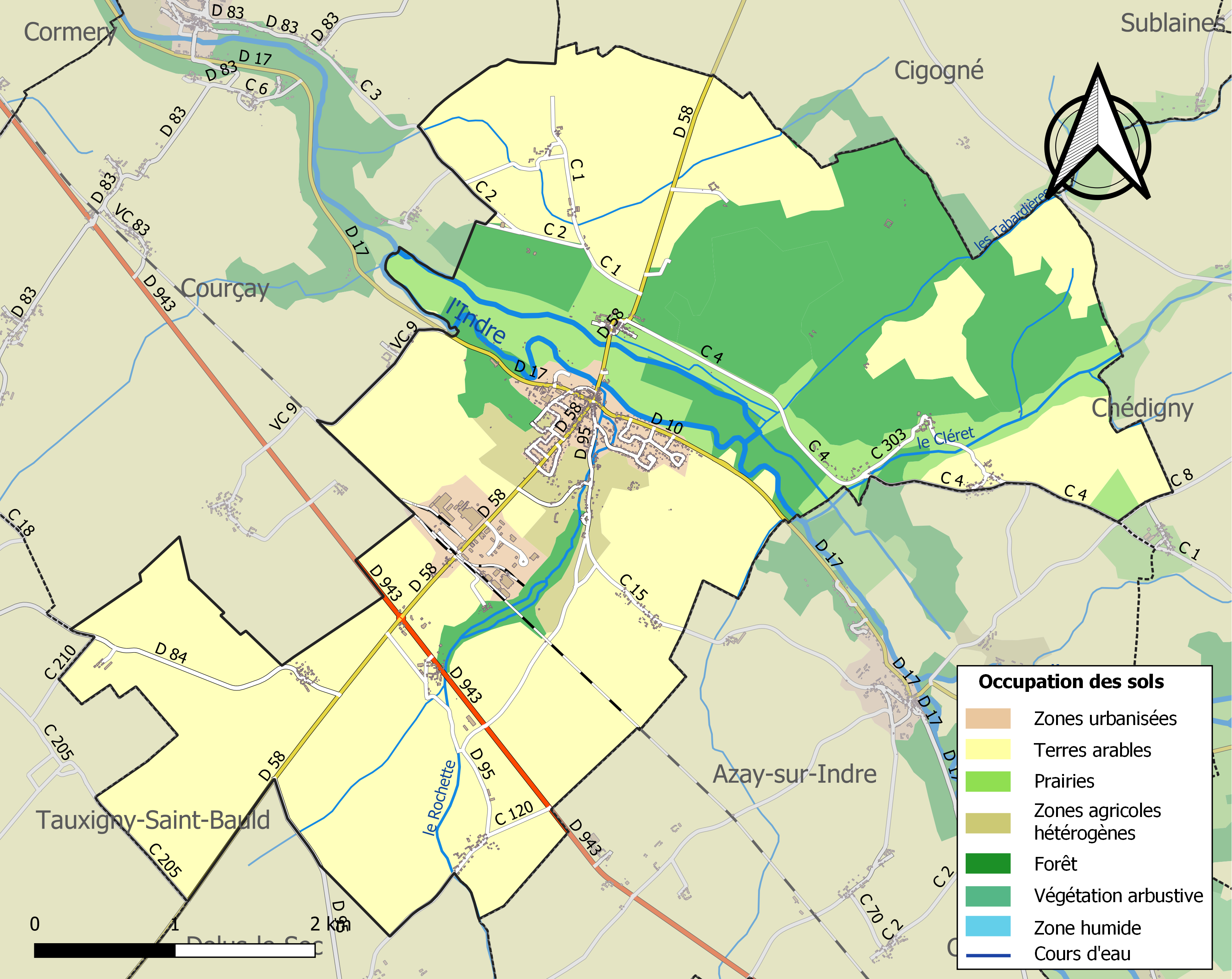
Kaart van de gemeente met belangrijkste infrastructuur, bodemgebruik en omliggende gemeenten

## Demografie
Onderstaande figuur toont het verloop van het inwonertal (bron: INSEE-tellingen).